# Vassbäck
Vassbäck is een plaats (tätort) in de gemeente Kungsbacka in het landschap Halland en de provincie Hallands län. De plaats heeft 617 inwoners (2010) en een oppervlakte van 132,39 hectare.